# На рентгенівському знімку
«На рентгенівському знімку» (англ. In the X-Ray) — містичне оповідання Фріца Лайбера, вперше опубліковане в липні 1949 року журналом «Weird Tales».

## Сюжет
У Ненсі Сойєр припухла щиколодка і вона звернулась до лікаря Балларда.
Перш ніж він встиг зробити рентгенівський знімок, вони розказала йому історію свого життя.
З дитинства з неї знущалась її сестра-близнючка, яка померла рік тому від несподіваного крововиливу у мозок.
Перед смертю вона пообіцяла повернутись і покарати Ненсі.
Нещодавно Ненсі наснилось, що сестра з могили хапає її за ногу, і після цього у неї стався набряк.
Лікар припустив, що у Ненсі пухлина спричинена ростом клітин із залишків їхньої третьої ненародженої сестри-близнюка.
Оскільки близнюки утворюються поділом із єдиної клітини, то Ненсі найбільше схвилювало, із чиєї саме клітини (її чи померлої сестри) колись відділилась їхня третя близнючка.
Лікар записав Ненсі на планову операцію і відправив додому.
Ввечері до нього дозвонилась подруга Ненсі і повідомила, що та почала відчувати стиснення горла і викинулась з вікна.
Лікар подивився знімок Ненсі і побачив під шкірою і м'язами тонку кисть, яка тримала щиколотку.

## Схожі твори
- Влада ляльок — оповідання Лайбера